# Dezinsecție
Dezinsecția sau dezinsectizarea este procesul prin care insectele sunt distruse prin expunerea la un insecticid. Aceasta este necesară în mediul uman pentru a preveni vehicularea agenților etiologici ai unor boli infecțioase.

## În aviație
Aeronavele care călătoresc în America Latină, Asia și Africa reprezintă un risc pentru răspândirea anumitor maladii transmise de țânțarii din zonele tropicale și subtropicale, cu predilecție malaria, febra denga, febra chikungunya și febra galbenă.
Dezinsecția acestor aeronave este o măsură profilactică împotriva bolilor transmise prin vector și se realizează în principal folosind aerosoli cu o piretrină, fie permetrină sau d-fenotrină.